# نشتین
نشتین (به لاتین: Neštin) یک منطقهٔ مسکونی در کرواسی است که در Bačka Palanka Municipality واقع شده‌است. نشتین ۳۳٫۸ کیلومتر مربع مساحت و ۷۹۴ نفر جمعیت دارد و ۱۳۵ متر بالاتر از سطح دریا واقع شده‌است.